# Samsung Wave S8500
Samsung Wave (S8500) je chytrý telefon, který je vlajkovou lodí uvádějící nový operační systém Bada (taktéž vyvíjený společností Samsung).
Telefon byl představen v únoru 2010 a do prodeje by se měl dostat na přelomu května/června 2010. Tento telefon má co se týče svých parametrů několik prvenství (viz níže).

## Hardware

### Displej
Displej o úhlopříčce 3.3 palců (cca 8.34 cm) je typu Super AMOLED. Je to vůbec první mobilní telefon, který tento displej používá. Displej je více-dotykový, kapacitní. Rozlišení displeje je 480 × 800 bodů.

### Procesor
Použitým procesorem je Samsung S5PC110 založený na procesoru ARM Cortex A8. Frekvence procesoru je 1000 MHz. Telefon také obsahuje hardwarovou akceleraci grafiky.

### Audio/zvuk
Telefon používá klasický 3.5mm konektor.

### Fotoaparát
Telefon je vybaven fotoaparátem s rozlišením 5 megapixelů a diodovým bleskem. Je možné také natáčet HD video 720p (rozlišení 1280 × 720 bodů).

### GPS a kompas
Telefon je vybaven GPS a elektromagnetickým kompasem.

### Paměť
Telefon je dle typu vybaven 2 nebo 8 GB interní paměti. Je možné jej také rozšířit o paměťové karty typu microSDHC.

### Baterie
Telefon disponuje Li-Ion akumulátorem s kapacitou 1500 mAh.

## Software
Operačním systémem, který telefon využívá je Samsung Bada. Na telefonu je již předinstalovanána řada základních aplikací pro práci s telefonem. Telefon je také možné rozšiřovat o další aplikace, které jsou umístěny v elektronickém obchodu Samsung AppStore, který je dostupný přímo z telefonu.